# 구스타부 스카르파
구스타부 엔히키 푸르타두 스카르파 (Gustavo Henrique Furtado Scarpa, 1994년 1월 5일 ~ )는 브라질의 축구 선수이며, 캄페오나투 브라질레이루 세리이 A의 아틀레치쿠 미네이루에서 공격형 미드필더로 뛰고 있다.